# Championnat d'Océanie de football des moins de 20 ans 1997
Navigation
Fidji 1994 Samoa 1998
Le championnat d'Océanie de football des moins de 20 ans 1997 est la onzième édition du championnat de l'OFC des moins de 20 ans qui a eu lieu à Papeete, à Tahiti du 4 au 10 janvier 1997. L'équipe d'Australie, tenante du trophée, remet son titre en jeu. 
Seules 4 équipes prennent part à la compétition, qui offre au vainqueur une qualification directe pour la prochaine Coupe du monde des moins de 20 ans, qui aura lieu en Malaisie.

## Équipes participantes
- Tahiti - Organisateur
- Australie - Tenant du titre
- Fidji
- Nouvelle-Zélande

## Résultats
Les 4 équipes participantes sont réparties en une poule unique où chaque équipe rencontre ses adversaires une fois. À l'issue des rencontres, les 2 premiers disputent la finale du championnat, les 2 derniers la rencontre pour la 3e place.
|   | Équipe           | Pts | J | G | N | P | BP | BC | Diff |
| - | ---------------- | --- | - | - | - | - | -- | -- | ---- |
| 1 | Australie        | 9   | 3 | 3 | 0 | 0 | 23 | 0  | +23  |
| 2 | Nouvelle-Zélande | 6   | 3 | 2 | 0 | 1 | 8  | 4  | +4   |
| 3 | Fidji            | 3   | 3 | 1 | 0 | 2 | 5  | 15 | -10  |
| 4 | Tahiti           | 0   | 3 | 0 | 0 | 3 | 2  | 19 | -17  |

| 4 janvier 1997 | Australie        | 10 | 0 | Fidji            |
|                | Nouvelle-Zélande | 5  | 0 | Tahiti           |
| 6 janvier 1997 | Australie        | 3  | 0 | Nouvelle-Zélande |
|                | Fidji            | 4  | 2 | Tahiti           |
| 8 janvier 1997 | Nouvelle-Zélande | 3  | 1 | Fidji            |
|                | Australie        | 10 | 0 | Tahiti           |

### Match pour la3eplace
| 10 janvier 1997 | Fidji           | 1 - 1 t.a.b. | Tahiti | Papeete |  |
|                 |                 |              |        |         |  |
|                 | Tirs au but 5-4 |              |        |         |  |

### Finale
| 10 janvier 1997 | Australie | 2 - 1 | Nouvelle-Zélande | Papeete |  |
|                 |           |       |                  |         |  |

- L'Australie se qualifie pour la Coupe du monde.

## Sources et liens externes
- (en) Feuilles de matchs et infos sur RSSSF